# 小魏薩赫河
49°41′34.54″N 10°46′33.19″E / 49.6929278°N 10.7758861°E
小魏薩赫河（德語：Kleine Weisach），是德國的河流，位於該國東南部，由巴伐利亞負責管轄，屬於艾施河的支流，河口處在隆訥施塔特附近，河道全長22.4公里，流域面積66.9平方公里。